# WTA Austrian Open 1983
Il WTA Austrian Open 1983 è stato un torneo di tennis giocato sulla terra rossa. È stata la 16ª edizione del torneo, che fa parte Virginia Slims World Championship Series 1983. Si è giocato a Kitzbühel in Austria, dal 18 al 24 luglio 1983.

## Campionesse

### Singolare
Pascale Paradis ha battuto in finale  Petra Huber con il punteggio di 3–6, 6–3, 6–2

### Doppio
Chris Newton /  Pam Whytcross hanno battuto in finale  Nathalie Herreman /  Pascale Paradis con il punteggio di 2–6, 6–4, 7–6